# Buie
Buie (in croato, veneto, tedesco e talvolta anche in italiano Buje, già Wege), chiamata anche Buie d'Istria, è una città di 4 451 abitanti della Croazia situata nella parte settentrionale dell'Istria, tra i fiumi Quieto e Dragogna. Ai piedi del colle, sull'estremità del quale si estende il centro storico, passava la via Flavia dell'Antica Roma. Per la sua posizione strategica, nel passato veniva definita la "Sentinella dell'Istria".

## Geografia fisica

### Territorio
Dalla città prende il nome il territorio circostante, denominato Buiese, compreso tra i fiumi Quieto e Dragogna. Il Buiese è ripartito in tre città e tre comuni: le città di Buie, Umago e Cittanova, e i comuni di Verteneglio, Grisignana e Portole.
Il territorio comunale ha una superficie pari a 110 km². Il punto più alto è di 222 m s.l.m. e si trova a 14 km dal mare.

### Clima
Il clima è di tipo subcontinentale, caratterizzato da estati calde e soleggiate ma abbastanza ventilate ed inverni complessivamente miti. I venti caratteristici sono la bora, lo scirocco e il maestrale. La bora soffia da nordest verso sudovest recando un tempo asciutto e sereno; lo scirocco è un vento caldo che tradizionalmente porta pioggia, mentre il leggero maestrale soffia d'estate dal mare verso la terraferma.
| Buie                | Mesi | Mesi | Mesi | Mesi | Mesi | Mesi | Mesi | Mesi | Mesi | Mesi | Mesi | Mesi | Stagioni | Stagioni | Stagioni | Stagioni | Anno  |
| Buie                | Gen  | Feb  | Mar  | Apr  | Mag  | Giu  | Lug  | Ago  | Set  | Ott  | Nov  | Dic  | Inv      | Pri      | Est      | Aut      | Anno  |
| ------------------- | ---- | ---- | ---- | ---- | ---- | ---- | ---- | ---- | ---- | ---- | ---- | ---- | -------- | -------- | -------- | -------- | ----- |
| T. max. media (°C)  | 6,9  | 8,3  | 11,5 | 15,4 | 20,1 | 23,7 | 26,5 | 26,1 | 22,5 | 17,9 | 12,2 | 8,7  | 8,0      | 15,7     | 25,4     | 17,5     | 16,7  |
| T. min. media (°C)  | 2,6  | 3,0  | 5,3  | 8,4  | 12,7 | 16,3 | 18,9 | 18,7 | 15,7 | 11,8 | 7,0  | 4,1  | 3,2      | 8,8      | 18,0     | 11,5     | 10,4  |
| Precipitazioni (mm) | 78   | 72   | 74   | 91   | 83   | 90   | 70   | 93   | 111  | 101  | 121  | 91   | 241      | 248      | 253      | 333      | 1 075 |

## Origini del nome
Nel periodo romano l'insediamento veniva chiamato Bullea. Nel medioevo invece Castrum Uvege, Bugia, Bugle, Castrum Bulge. Durante il dominio veneziano il nome fu prima Buie e poi Buje. Buje fu il nome ufficiale anche nel periodo austriaco. Nel periodo italiano il nome ufficiale fu Buie o anche Buie d'Istria. Nel periodo jugoslavo e ora nella Repubblica Croata il nome ufficiale è bilingue: Buje in croato, Buie in italiano.

## Storia

### Storia antica
Il primo insediamento urbano, in cima al colle, consisteva in un castelliere preistorico abitato dal popolo degli Histri che lo chiamarono Bulya. In epoca protostorica, il castelliere fu occupato dai Càtali: una delle tribù celtiche che si stabilizzarono in una buona parte dell'Istria in quell'epoca. Con l'arrivo dei romani, divenne Castrum romano col nome di Bullea.

### Periodo veneziano e austro-ungarico

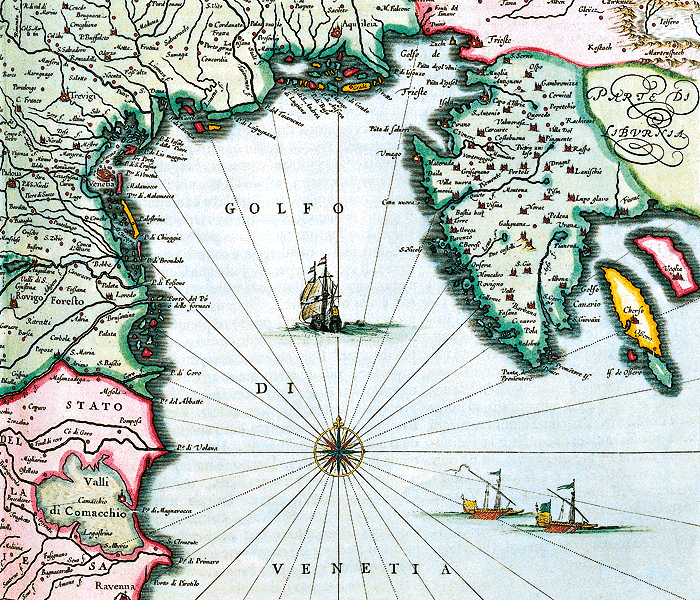
Mappa storica della Repubblica di Venezia

Venezia controllò Buie dal 1358, strappandola al Patriarcato di Aquileia, fino alla sua caduta, nel 1797. Risale al periodo veneziano la chiesa parrocchiale di San Servolo, con campanile separato, costruita nel XVI secolo sulle fondazioni di un tempio romano e ricostruita nel XVIII secolo in stile barocco. In quell'epoca la città fu inoltre fortificata: per la sua posizione strategica, fu soprannominata la "Sentinella dell'Istria".

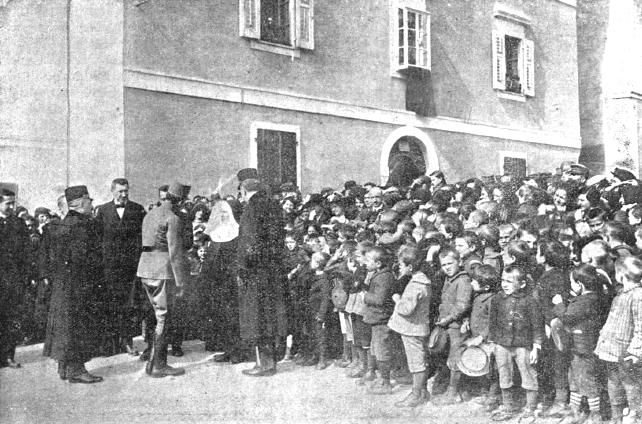
Carlo I d'Austria a Buie nel 1917-18

In seguito al trattato di Campoformio (1797), Buie passò all'Impero austriaco. Nel 1803 fu occupata dalle armate francesi di Napoleone. Nel 1805 entrò quindi nel Regno Italico, inserita nel Dipartimento dell'Istria; in seguito, nel 1809 passò nelle Province illiriche, ricompresa prima nella Provincia di Trieste e quindi, dal 1811, nell'Intendenza d'Istria. Dopo la sconfitta di Napoleone, nel 1813 ritornò sotto il dominio dell'Impero austriaco.

### Buie italiana

Buie negli anni '20-'30

Buie fu un centro irredentista nell'Istria asburgica, e dopo la prima guerra mondiale la cittadinanza - in gran parte italiana - accolse di buon grado l'annessione della regione all'Italia. Buie venne inserita nella provincia di Pola, dove per alcuni anni (1923-1927) fu un mandamento all'interno del circondario di Parenzo, comprendente Cittanova, Grisignana, Umago, Verteneglio e tutte le loro frazioni. Nel 1932 arrivarono l'acqua, la corrente elettrica e altri servizi primari grazie all'interessamento del governo centrale di Roma. Buie, come la maggior parte dell'Istria, divenne parte della diocesi di Parenzo e Pola.
Il 2 ottobre 1943, a seguito dell'armistizio di Cassibile, l'Istria fu occupata dalle forze militari tedesche sotto il comando del generale delle SS Paul Hausser, che la incorporarono nella Zona di operazioni del Litorale adriatico.

### Dopo la seconda guerra mondiale
Dopo la seconda guerra mondiale la cittadina fu ricompresa nella "zona B" definita dalla Linea Morgan e quindi, dopo il trattato di Parigi del 1947, entrò a far parte della zona B del Territorio Libero di Trieste. Tale zona rimase soggetta fino al 1956 all'amministrazione militare jugoslava, con comandante della polizia Anton Ukmar. In seguito al Memorandum di Londra del 1956, l'amministrazione da militare divenne civile.
Le autorità jugoslave misero in atto una serie di misure che causarono il completo disarticolamento delle precedenti strutture sociali ed economiche, al fine di instaurare un regime rivoluzionario che nei primi anni s'ispirava esplicitamente al modello sovietico. Questa politica indusse gran parte degli italiani locali a scegliere la via dell'esodo abbandonando ogni proprio bene, come in altri territori dell'Istria.
Dopo l'esodo, le case rimaste disabitate furono ripopolate da croati e sloveni e - in minor numero - da popolazioni di altre nazionalità jugoslave come serbi, bosniaci e montenegrini. La questione confinaria fra Italia e Jugoslavia si risolse definitivamente col Trattato di Osimo (1975): Buie entrò quindi anche de jure nella Repubblica Socialista Federale di Jugoslavia, ricompresa all'interno della Repubblica Socialista di Croazia. L’area buiese, nonostante l’esodo, mantiene tuttora una numerosa comunità italiana, il cui numero oscilla tra il 20% e il 50% della popolazione: il primo dato è quello del censimento croato e il secondo è ricostruito da voci non ufficiali delle amministrazioni locali.

### Storia contemporanea
Nel 1991, nell'ambito del processo che portò alla dissoluzione della Jugoslavia, la Croazia dichiarò la propria indipendenza: ebbe quindi inizio il periodo delle cosiddette guerre jugoslave, che però non coinvolsero direttamente Buie e l'Istria.
Immediatamente a ridosso della dichiarazione d'indipendenza sorse un'accesa disputa tra Croazia e Slovenia per il possesso di alcuni appezzamenti di terreno a sud del fiume Dragogna, oggi nel comune di Buie: fra le frazioni di Mulini e Scrile vi è la casa del politico e attivista sloveno Joško Joras, che considera tale terreno parte della Slovenia. Tali dispute, assieme all'ancora irrisolto problema della definizione del confine marittimo tra i due Stati nel golfo di Pirano e dell'accesso sloveno alle acque internazionali, rallentarono il processo di entrata nell'Unione europea della Croazia, finché i governi dei due Paesi non si accordarono di rimettere la questione al giudizio di un arbitrato internazionale. Il 24 giugno 2011 venne accettata la candidatura della Croazia nell'Unione europea, che vi entrò a far parte il 1º luglio 2013.

### Simboli

Leone di San Marco

Lo stemma di Buie è costituito da uno scudo gotico di color bianco con sopra una croce porpora o rossa.
Oltre allo stemma comunale, un simbolo tradizionale del comune è stato il gonfalone di San Marco, donato dal comune di Venezia e issato sulla piazza principale il 15 agosto del 1933. Fino al 1945 il leone di San Marco è stato uno dei simboli ufficiali della cittadina.

## Monumenti e luoghi d'interesse

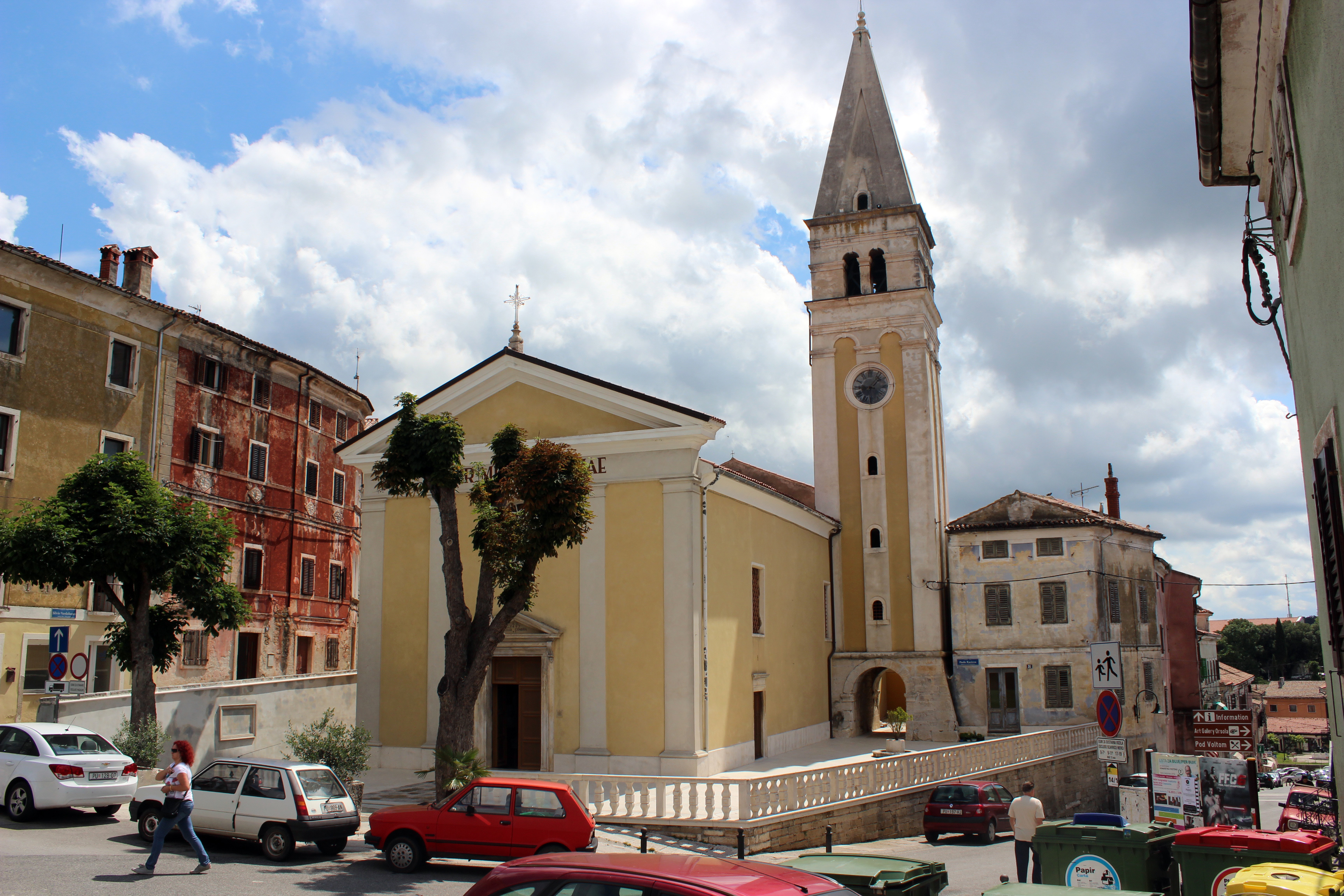
La chiesa della Madonna della Misericordia

### Il centro storico
Il centro storico è la parte più antica della città. Al centro vi è piazza San Servolo, che ospita il duomo di San Servolo con il suo campanile staccato dalla chiesa. Alla destra del duomo si trova l'edificio che fino a pochi anni fa ospitava la scuola elementare e media con lingua d'insegnamento italiana, mentre alla sinistra vi è un edificio con una finestra in stile veneziano e le pareti dipinte di un motivo a quadretti, come è tipico delle case veneziane. La particolarità della piazza è che contiene tre leoni marciani scolpiti in pietra: uno sul campanile, uno sull'edificio dell'ex scuola e uno su di un pilo portabandiera posto in mezzo alla piazza. La piazza divide il centro storico in due rioni: a sinistra la parte chiamata "Villa" e a destra quella detta "Cornio".

### Architetture religiose

#### Il duomo di San Servolo
Il duomo di San Servolo, con campanile separato, fu costruito nel XVI secolo, nel periodo veneziano, sulle fondazioni di un tempio romano. Nel XVIII secolo la chiesa venne ricostruita in stile barocco. Conserva diverse sculture gotiche del XIV e XV secolo, e un dipinto barocco con il panorama del paese. Nella piazza bassa si erge invece la chiesa di Santa Maria, di fine XV secolo, decorata con un portone del XVI secolo in stile rinascimentale, e con otto immagini con motivi biblici del XV secolo all'interno.

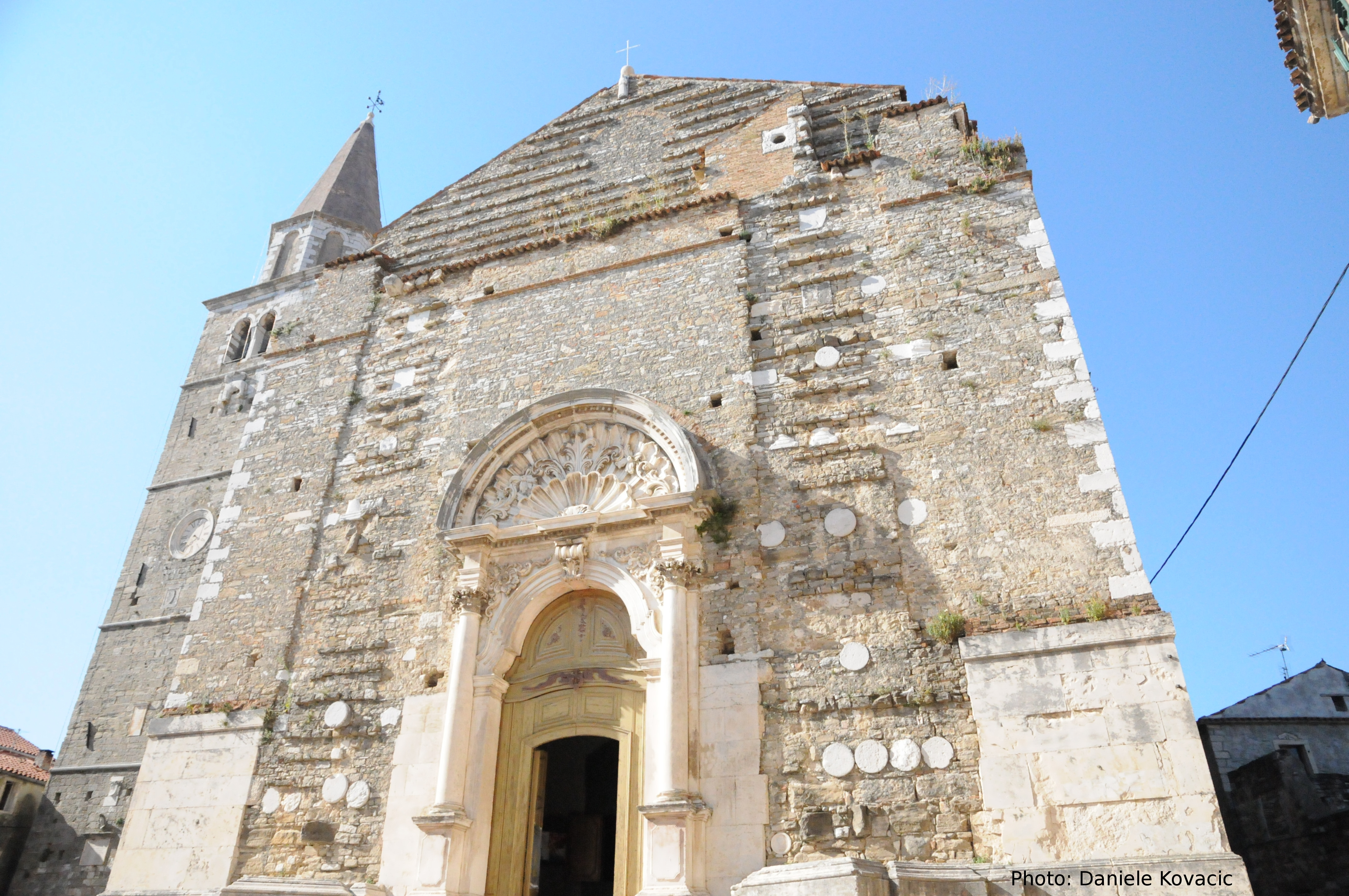
Duomo di San Servolo

Il duomo è a navata unica. Prima della ristrutturazione del XVIII secolo aveva tre navate. Sulle facciate esterne della chiesa sono incastonati gli elementi di una precedente chiesa romanica, che a sua volta venne costruita sulle fondamenta di un tempio dell'epoca romana. Vi è murata sulla facciata laterale sinistra una pietra tombale del periodo medievale che reca, scolpiti in rilievo, i simboli del lavoro nei campi.
La facciata frontale risulta incompleta. L'unica parte che è stata portata a compimento rispetto al progetto iniziale è il portale, il cui arco raffigura una conchiglia. Il portale è opera del capomastro buiese F. Urizio.
L'organo del duomo, che è stato costruito nel 1791 da Gaetano Callido, è stato uno dei primi organi dell'Istria a venir restaurato nel 1997 grazie ai mezzi stanziati dalla Regione Veneto nell'ambito dei programmi avviati con la legge Beggiato. L'organo è dipinto e illustra strumenti e simboli musicali.
Gli altari sono sette. Quello principale è monumentale, in marmo, decorato con le statue del patrono san Servolo e di san Sebastiano. Sono opera dello scultore veneziano Giovanni Marchiori e sono del 1737. A destra rispetto all'altare maggiore, in una vetrinetta, un altorilievo raffigura la strage degli innocenti: è un'opera del Settecento, attribuita a un maestro scalpellino e pittore di scuola tirolese. Sopra il bassorilievo vi è un dipinto con la raffigurazione della morte del vescovo Negri, che venne commissionato dal vescovo stesso, il quale resse la diocesi di Cittanova dal 1732 al 1742, ed è importante perché è l'unica opera a raffigurare una veduta di Buie di quel tempo.

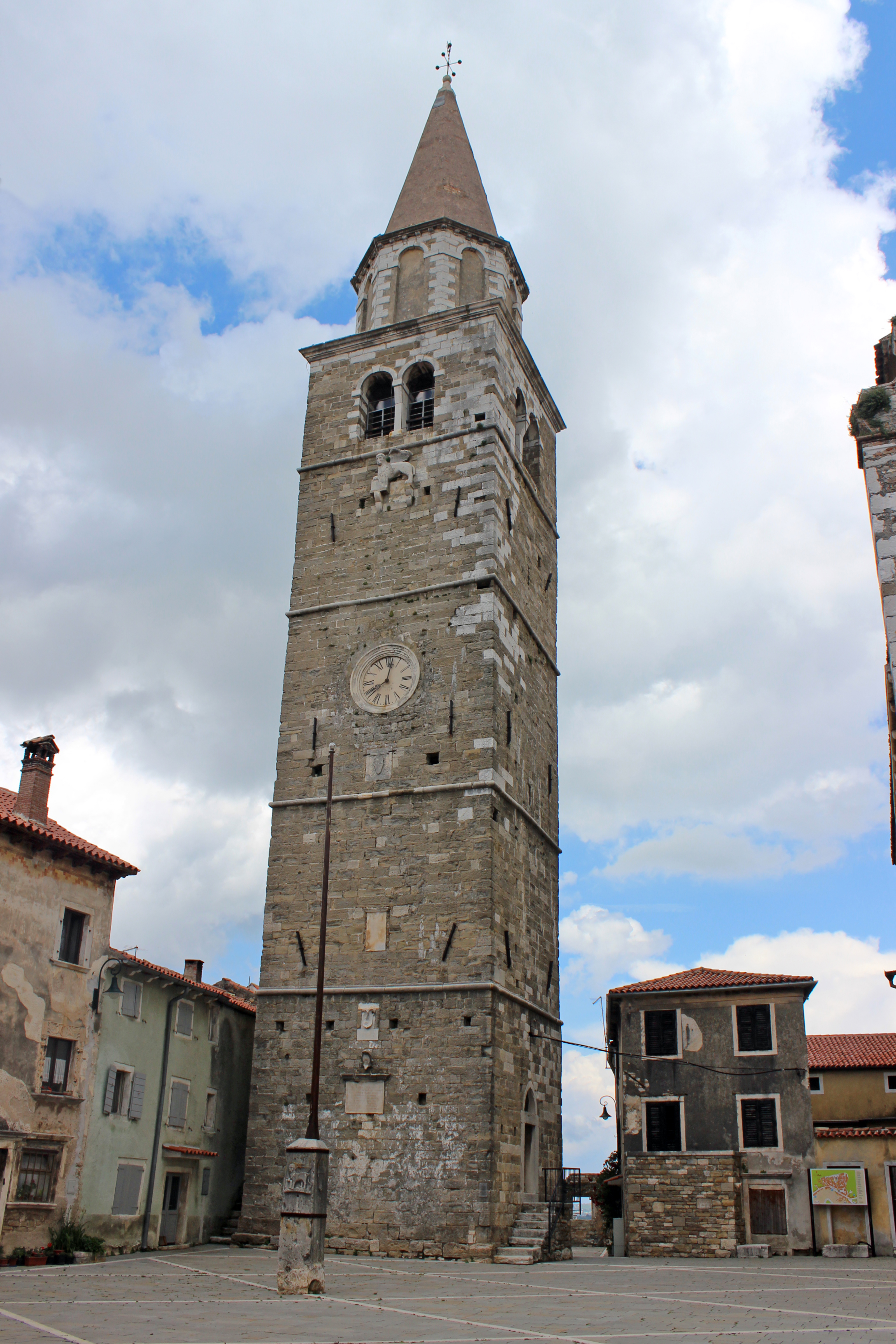
Campanile di San Servolo

##### San Servolo
San Servolo è il patrono della città e si festeggia il 24 maggio.
San Servolo era un giovane cristiano dell'antica Tergeste, oggi Trieste. Secondo la leggenda, all'età di dodici anni si ritirò in una grotta, dove rimase un anno e nove mesi pregando e digiunando. Al rientro a casa incontrò un enorme serpente, che si dileguò non appena egli si fece il segno della croce. Nel 284, a soli quattordici anni, fu martirizzato. Alcune reliquie vennero portate a Buie, e oggi sono conservate nell'altare maggiore.

##### Il campanile
Il campanile è distaccato dal duomo ed è alto 48 metri. Possiede uno dei tre leoni di San Marco e vari altri fregi. Anticamente era un punto di vedetta e diede a Buie l'appellativo di "Sentinella dell'Istria". Dal momento che era un ottimo osservatorio per spiare le mosse dei vicini, nel 1414 su richiesta dei piranesi la Repubblica di Venezia ne concesse la demolizione. In seguito alle proteste dei cittadini, fu ricostruito nel 1480 sulle rovine del precedente.

#### La chiesa della Madonna della Misericordia
La chiesa della Madonna della Misericordia è situata in piazza della Libertà (ex piazza Le Porte), che si trova all'esterno del perimetro sul quale sorgevano le mura di cinta. La leggenda narra che nel 1497 al buiese Paolo Razizza apparve in sogno la Madonna. In seguito al sogno vendette tutte le sue proprietà e andò a Venezia. Qui volle comperare una statua che assomigliasse a quella del sogno. Dopo aver visitato parecchie botteghe, ne scelse una. L'acquistò ma, ritornato a Buie di notte, trovò le porte delle mura chiuse e dovette pernottare in un orto. Al mattino, appena svegliatosi, volle alzare la statua ma non riuscì a farlo neanche con l'aiuto di molti amici. Questo fu interpretato come la volontà della Madonna di rimanere in quel posto. E dunque fu lì che l'anno dopo, nel 1498, si decise di costruire la cappella diventata in breve meta di pellegrinaggi. La primaria chiesetta venne ampliata diverse volte fino a raggiungere nel 1587 le dimensioni attuali, come testimonia l'iscrizione sull'architrave della porta laterale sinistra della chiesa.

#### La chiesa e il cimitero di San Martino

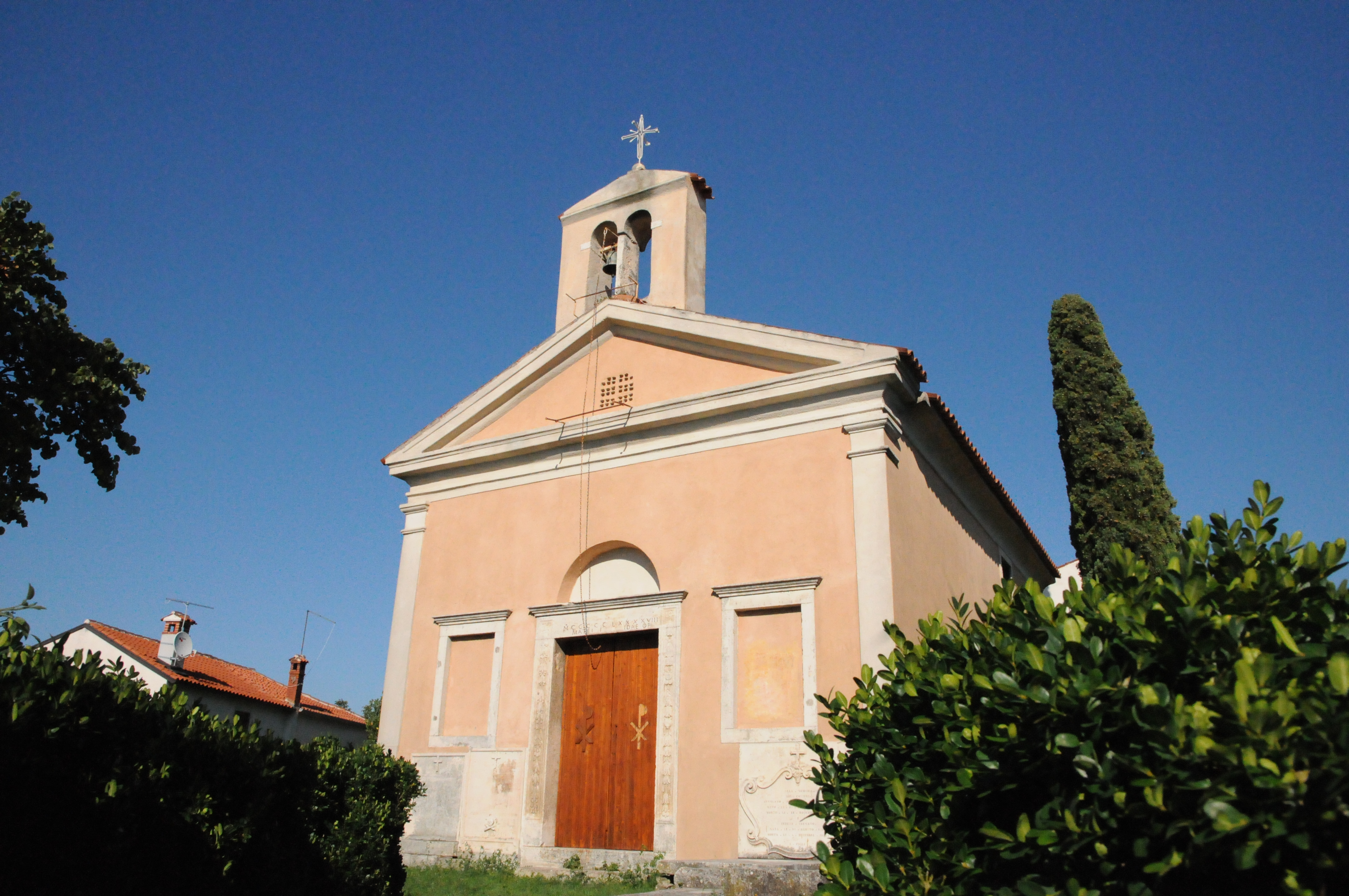
Chiesa di San Martino

La chiesa di San Martino è di tipo cimiteriale. Venne costruita nel 1598 ed è di piccole dimensioni. Viene celebrata una sola messa all'anno: il giorno di San Martino. Al suo interno, dal 2010 vengono saltuariamente organizzate mostre d'arte. È situata dentro al cimitero monumentale dedicato al medesimo santo, sulla cui porta viene riportato l'anno 1770.

### Architetture militari

#### La torre Veneta
La torre Veneta (anche nota come torre di San Martino) è una fortificazione pentagonale che costituiva parte delle mura di cinta del castelliere. Era usata come vedetta per il controllo della presenza di nemici nella valle circostante. Rimane la parte del muro di cinta meglio conservata.

## Società

### Evoluzione demografica

#### Buie
Abitanti censiti

#### Comune di Buie
Abitanti censiti

### La presenza autoctona di italiani
È presente una comunità di italiani autoctoni che rappresentano una minoranza residuale di quelle popolazioni italofone che abitarono per secoli la penisola dell'Istria e le coste e le isole del Quarnaro e della Dalmazia, territori che appartennero alla Repubblica di Venezia. La presenza degli italiani a Buie è drasticamente diminuita in seguito all'esodo giuliano dalmata, che avvenne dopo la seconda guerra mondiale e che fu anche cagionato dai "massacri delle foibe".
In tutti i censimenti effettuati dal XIX secolo e fino agli anni cinquanta, la popolazione si dichiarava in assoluta maggioranza di lingua italiana. Il censimento austriaco del 1910 registrava nel comune catastale di Buie (limitato al centro principale e alle immediate vicinanze) 3 170 abitanti, dei quali 3061 italiani.
Buie, nonostante l'esodo, è tra le città istriane con la maggior percentuale di residenti che si dichiarano di nazionalità italiana. Secondo il censimento del 2011 essi sono 1.261, pari al 24,33% della popolazione, e costituiscono le locali Comunità degli Italiani di Buie nella cittadina e le Comunità degli Italiani di Castelvenere, Comunità degli Italiani di Crassiza e Comunità degli Italiani di Momiano, nelle omonime frazioni. I sodalizi aderiscono all'Unione Italiana.
Fino a pochi anni fa, quando Grisignana faceva ancora parte del comune di Buie, l'italiano risultava il primo gruppo etnico-linguistico della cittadina, con il 51%.

### Lingue e dialetti
| %      | Ripartizione linguistica (gruppi principali) |
| ------ | -------------------------------------------- |
| 1,35%  | madrelingua bosniaca                         |
| 58,39% | madrelingua croata                           |
| 33,25% | madrelingua italiana                         |
| 3,78%  | madrelingua slovena                          |
| 1,18%  | madrelingua albanese                         |

#### Dialetti
Di derivazione romanza:
- l'istroveneto, che è considerato un dialetto, o una varietà, del veneto

Di derivazione slava:
- il dialetto ciacavo

### Etnie e minoranze straniere
La Jugoslavia fu una delle nazioni più diversificate del mondo, dal punto di vista etnico, con 10 distinte etnie nazionali che vivevano all'interno dei suoi confini. Quindi le etnie si mescolarono tra loro e molte tradizioni, usi e costumi si sono fusi tra loro ed in parte andarono persi.
Nei censimenti croati è possibile dichiarare non solo la propria madrelingua, ma anche l'appartenenza etnica. Queste sono le autodichiarazioni di appartenenza etnica rilevate nel censimento del 2011:
1. Croati: 48,73%
2. Italiani: 24,33%
3. Istriani: 10,38%
4. Serbi: 3,49%
5. Sloveni: 3,28%
6. Bosniaci: 2,61%
7. Albanesi: 1,27%
8. Montenegrini: 0,44%
9. Ungheresi:0,39%
10. Tedeschi: 0,08%

### Religione
|                         |                         |  |     |     |
| ----------------------- | ----------------------- |  | --- | --- |
| Cristianesimo cattolico | Cristianesimo cattolico |  | 76% | 76% |
| Atei                    | Atei                    |  | 9%  | 9%  |
| Musulmani               | Musulmani               |  | 3%  | 3%  |
| Ortodossi               | Ortodossi               |  | 3%  | 3%  |
| Non credenti            | Non credenti            |  | 5%  | 5%  |

## Cultura

### Istruzione

#### Scuole

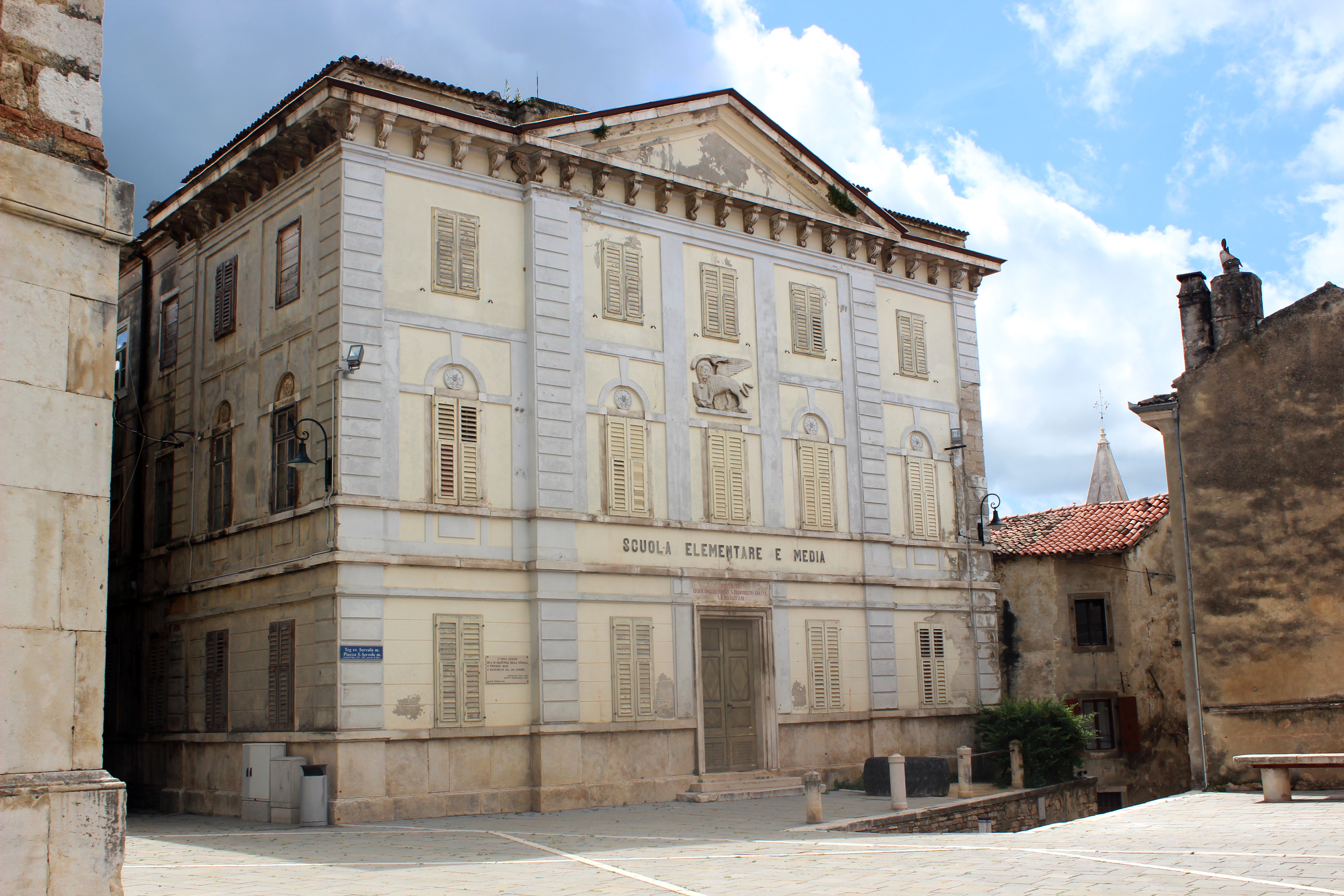
Palazzo veneziano a Buie, già scuola italiana

Sul territorio comunale vi sono numerosi istituti scolastici. Nonostante il basso numero di abitanti, vi sono tre istituti scolastici superiori che servono un più ampio comprensorio esteso ai territori comunali di Umago, Cittanova, Verteneglio, Grisignana, Portole e in parte anche di Parenzo. Tra gli istituti vi è anche la scuola media superiore italiana "Leonardo Da Vinci".

#### Università
L'Università Popolare Aperta di Buie fu fondata col nome di "Università Popolare" nel 1951, allo scopo di fornire un percorso di studi per gli adulti del buiese: dall'alfabetizzazione primaria - necessaria soprattutto per il contado recentemente inurbatosi a seguito dell'esodo - fino ai livelli massimi d'istruzione.
Oggi essa oltre allo studio offre ai suoi studenti varie attività, tra cui il teatro semiprofessionistico e le attività cinematografiche, affiancandosi alle varie associazioni e ai gruppi che operano sul territorio.

#### Biblioteche
È presente una biblioteca comunale situata all'interno dell'Università Popolare Aperta di Buie. La struttura possiede più di 20 000 libri.
Un'altra biblioteca è gestita dalla Comunità degli Italiani di Buie. Questa si trova al primo piano del palazzo della comunità in piazza Tito 13.

#### Musei
Il museo etnografico è sito nell'odierna piazza Libertà (ex piazza Le Porte), e rappresenta nel suo complesso una tipica casa istriana. All'entrata principale vi è una zona diurna con il focolare (fogoler) e tutti gli attrezzi necessari sia per alimentare il fuoco sia per cucinare. Nel piano superiore è situato il letto, con una zona per tessere con la presenza di un telaio autentico. Nel secondo piano, invece, vi è un vano che attualmente è utilizzato per l'allestimento di mostre d'arte. La cantina contiene, in una stanza, una riproduzione fedele di un frantoio (torcio) per le olive, nonché uno per l'uva, mentre nell'altra stanza il focolare da fabbro, con il mantice e tutti gli oggetti per la lavorazione del ferro.

### Media
A Buie si trovano giornali croati e italiani, compreso il quotidiano in lingua italiana di Fiume La Voce del popolo.

## Sport
Esiste un club calcistico facente parte della Federazione Calcistica Croata: il Nogometni Klub Buje-Club Calcistico Buie. Dal colore della maglia del club (verde) deriva l'inno della squadra: La maglia verde (cantato in dialetto veneto).

## Geografia antropica

### Suddivisioni storiche
I rioni cittadini sono:

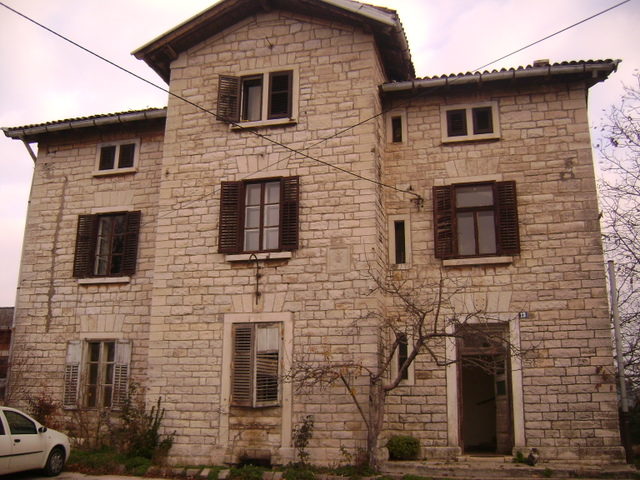
Ex stazione della ferrovia Parenzana

- Centro storico: ricopre la cima della collina ed è la parte più antica della città.
- Città nuova: nella parte nuova della città trovano sede il palazzo municipale, il tribunale, la stazione di polizia, l'Università Popolare Aperta, alcuni uffici dell'amministrazione regionale e la Comunità degli italiani.
- Colle delle scuole: ospita tutti gli istituti scolastici della città: la scuola elementare e media croata "Mate Balota", la scuola elementare e media con lingua d'insegnamento italiana "Edmondo De Amicis", la scuola superiore "Vladimir Gortan", la scuola superiore croata statale e la scuola media superiore italiana "Leonardo da Vinci"
- Stazione: situata vicino alla vecchia stazione ferroviaria della Parenzana risalente al periodo austroungarico, è diventata la zona commerciale della città anche grazie alla strada statale che l'attraversa, e che porta ai confini con la Slovenia e l'Italia.
- Rudine: costruito durante il periodo jugoslavo, è composto da edifici residenziali a schiera.
- San Sebastiano: quartiere tra i più recenti, di tipo residenziale, è situato nella parte più occidentale.
- Brolo: quartiere residenziale sito tra il centro storico e San Sebastiano.
- Monte Baster: zona più orientale della città, di tipo residenziale, è situata sulla collina soprastante il cimitero cittadino
- Stanzia rossa: rione composto da due edifici abitativi circondati da alcuni capannoni industriali.

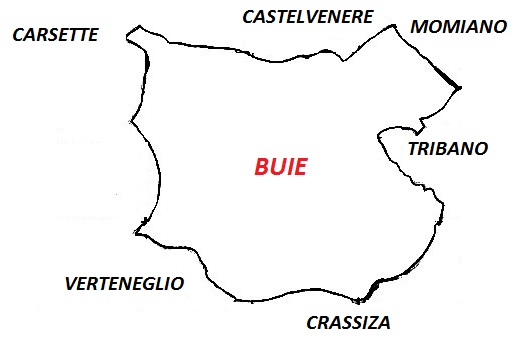
Mappa di Buie rispetto alle frazioni confinanti

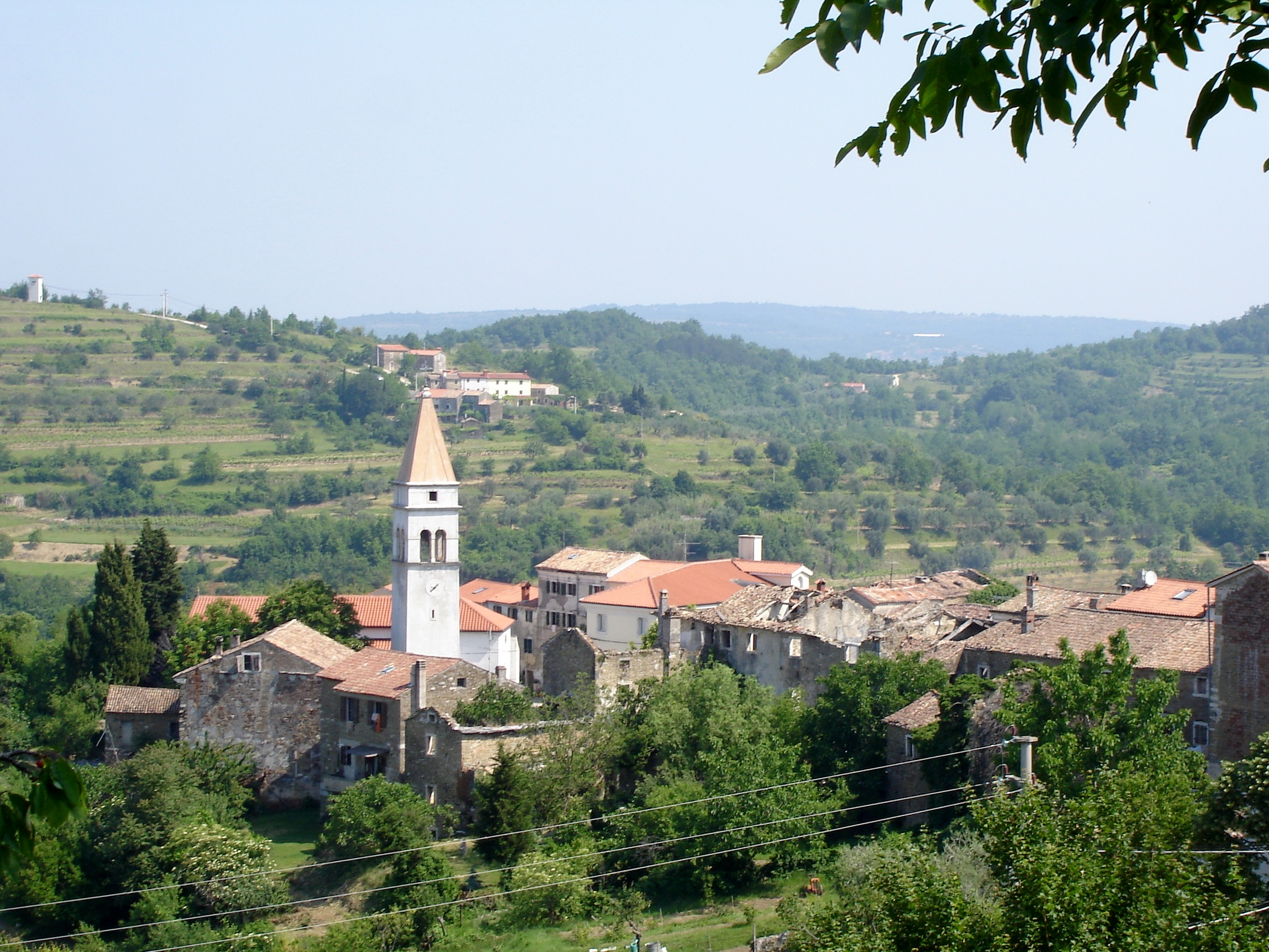
Vista sulla piccola Momiano, frazione di Buie

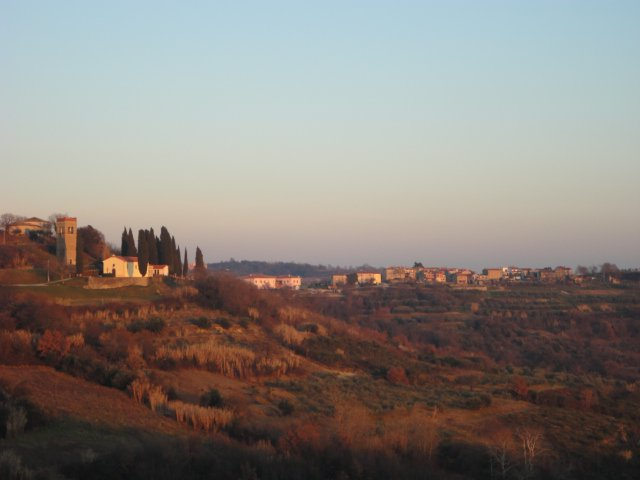
Foto scattata a Crassiza, paesino istriano famoso per l'ulivi e per l'olio, frazione di Buie

### Frazioni
Il comune di Buie è diviso in ventuno insediamenti:
- Baredine di Buie (Baredine)
- Bibali (Bibali)
- Briz (Brič)
- Buroli (Buroli)
- Caldania (Kaldanija)
- Canegra (Kanegra)
- Castelvenere (Kaštel)
- Collalto (Brdo)
- Crassiza (Krasica)
- Carsette (Kršete)
- Cucciani (Kućibreg)
- Gambozzi (Gamboci)
- Losari (Lozari)
- Madonna del Carso (Sveta Marija na Krasu)
- Marussici (Marušići)
- Merischie (Merišće)
- Momiano (Momjan)
- Oscurus (Oskoruš)
- Plovania (Plovanija)
- Sorbara (invariato)
- Tribano (Triban)

Per popolazione
| Pos. | Paese        | Abitanti |
| ---- | ------------ | -------- |
| 1    | Buie         | 2 624    |
| 2    | Castelvenere | 653      |
| 3    | Momiano      | 283      |
| 4    | Plovania     | 248      |
| 5    | Crassiza     | 173      |

### Località minori
- Busin
- Scrile
- Scudelin
- Molino Grande

## Economia
In base ai dati della Camera di commercio di Pola, più della metà dei posti di lavoro durante il 2006 a Buie è legata all'industria, segue il commercio e l'edilizia.

### Agricoltura
Buie per il territorio e per il clima è ideale per la coltivazione di olive e viti, infatti il borgo è noto per la produzione di olio extravergine di oliva e vino. A Buie ci sono 1 300 ettari di vigneti, 1 000 ettari di uliveti e frutteti, 160 ettari di ortaggi e 730 ettari di colture erbacee.
Buie, pur non essendo politicamente in territorio italiano, fa parte dell'italiana Associazione città del vino, la quale riunisce tutti i comuni italiani che producono vino di buona qualità.

### Industria
Ci sono industrie che operano nel campo dell'elettronica, dei prodotti chimici, delle telecomunicazioni e della lavorazione del legno. Zone imprenditoriali minori si trovano a Plovania e Caldania.

## Amministrazione
Il sindaco, eletto a giugno 2019 con il 56,69% dei voti, è Fabrizio Vižintin.

### Consolati
- Italia - È presente dal 13 maggio 2005, presso la Comunità degli italiani di Buie, un vice consolato onorario che permette ai cittadini italiani residenti nel Buiese o ai turisti del Belpaese di effettuare la maggior parte delle pratiche consolari prima competenti al Consolato generale d'Italia di Fiume (a quest'ultimo però rimane l'esclusività di rilasciare i certificati di cittadinanza e di residenza all'estero).[32][33]

### Gemellaggi
- Duino-Aurisina
- Trezzano sul Naviglio